# Троицкая церковь (Криворожье)
Троицкая церковь —  православный храм в слободе Криворожье, Области Войска Донского, ныне Ростовской области.

## История
Церковь в слободе начал строить генерал-майор Фёдор Иванович Краснощёков. Окончательно она была построена после его смерти, в 1781 году, на средства его жены — Евфимии Федоровны Краснощёковой.
По статистическому описанию 1822—1832 годах в Криворожье ещё значилась деревянная церковь, которая с разрешения епархиального начальства от 29 сентября 1892 года была пожертвована поселокe Туроверово-Глубокинский Донецкого округа. Разобрана и перевезена из Криворожья в мае 1893 года. Новая церковь была построена в 1892 году на средства местных прихожан и купечества Троицкой Криворожской ярмарки. Была она кирпичная, с такой же колокольней, покрытые листовым железом. Престол в храме был один — во имя Живоначальной Троицы. Других зданий, принадлежавших церкви, кроме деревянной караулки, покрытой соломой, не было.
Церковь находилась от консистории — в 175 верстах, от местного благочинного — в 70 верстах. В её окрестности находились церкви: Нижнее-Ольховой слободы — в 8 верстах, Покровской слободы — в 10 верстах и поселка Лютова — в 15 верстах. В приходе имелась деревянная часовня, построенная в 1870 году на ярмарочной площади средства купечества. С 1878 года в приходе церкви существовало сельское начальное училище, открытое Донецкой окружной земской управой. А с 1891 года в слободе работала школа грамоты, размещавшаяся в квартире, нанимаемой местным священником. Приходское попечительство было открыто в 1867 году.
После Октябрьской революции храм был закрыт, а в советское время разрушен. После распада СССР в слободе был организован новый приход и было решено строить новый храм, одноимённый ранее имевшемуся. Освящён новый храм был в ноябре 2020 года епископом епископ Шахтинским и Миллеровским — Симоном.